# Franceska Mann
Franceska Mann (llamada Franciszka Mann, en polaco, también conocida como Franciszka Mannówna Rosenberg-Manheimer; 4 de febrero de 1917-23 de octubre de 1943) fue una bailarina judía polaca mencionada por sobrevivientes del Holocausto debido a un acto heroico que tuvo lugar en el campo de concentración de Auschwitz. Junto con un grupo de recién llegados, Mann fue llevada a un cuarto contiguo a una cámara de gas y recibió una orden de desvestirse con el objeto ostensible de despiojarla. Mientras lo hacía, se las ingenió para disparar de muerte al oficial Josef Schillinger y herir al sargento Wilhelm Emmerich.

## Biografía
Franciszka Mann era una joven bailarina que residía en Varsovia antes de la Segunda Guerra Mundial. Estudiaba danzas en la escuela de baile de Irena Prusicka. Sus amigos en esa época incluían a Wiera Gran y Stefania Grodzieńska. En 1939 alcanzó el cuarto puesto en una competencia internacional en Bruselas entre 125 bailarinas.  Era considerada una de las más bellas y prometedoras bailarinas de su generación en Polonia tanto en el repertorio clásico como moderno.
Al inicio de la guerra trabajaba en el club nocturno Melody Palace de Varsovia. Fue prisionera del gueto de Varsovia. En varias publicaciones, es mencionada como colaboradora de los alemanes. Su nombre está asociado con el incidente del Hotel Polski.
También aparece en el testimonio de Filip Mueller "Eyewitness Auschwitz - Three Years in the Gas Chambers", así como en el de Jerzey Tabau, exprisionero de Birkenau. El informe de Tabau fue utilizado con los Juicios de Núremberg y archivado como Document L-022.
El 23 de octubre de 1943, un transporte de aproximadamente 1700 judíos polacos llegó al campo de exterminio de Auschwitz-Birkenau, a pesar de que les habían informado de que irían a un campo de transferencia llamado Bergau, vecino a Dresde, desde donde continuarían a Suiza para ser intercambiados por prisioneros de guerra alemanes. Franceska estaba entre los pasajeros. Es probable que hubiese obtenido un pasaporte extranjero en el Hotel Polski. En julio de 1943, los alemanes arrestaron a los 600 judíos que habitaban en el hotel y algunos de ellos fueron enviados a Bergen-Belsen para ser utilizados como intercambio. Otros fueron enviados a Vittel en Francia para esperar su traslado a Sudamérica.
Los recién llegados no fueron registrados pero les dijeron que debían desinfectarlos antes de cruzar la frontera hacia Suiza. Fueron llevados a un vestuario contiguo a las cámaras de gas y se les ordenó desvestirse. Hay versiones cruzadas acerca de lo que sucedió luego, pero está confirmado que hirió de muerte al oficial Josef Schillinger, usando una pistola (muchos dicen que era suya) y le disparó dos veces en el estómago. Luego disparó nuevamente, alcanzando a un sargento de las SS llamado Emmerich.
De acuerdo a Tabau, los disparos sirvieron como una señal para que las demás mujeres atacaran a los hombres de las SS; le rompieron la nariz a uno de ellos y a otro le arrancaron el cuero cabelludo. De todas maneras, los testimonios varían: en algunos, Schillinger y Emmerich fueron las únicas víctimas. El comandante del campo, Rudolf Höss, se hizo presente con refuerzos armados con ametralladoras y granadas. De acuerdo a Filip Mueller, todas las personas que no habían ingresado a la cámara de gas fueron ametralladas. Más allá de las distintas versiones, se considera acreditado que ese día Schillinger murió, Emmerich fue herido y todas las mujeres judías asesinadas.